# Panchala

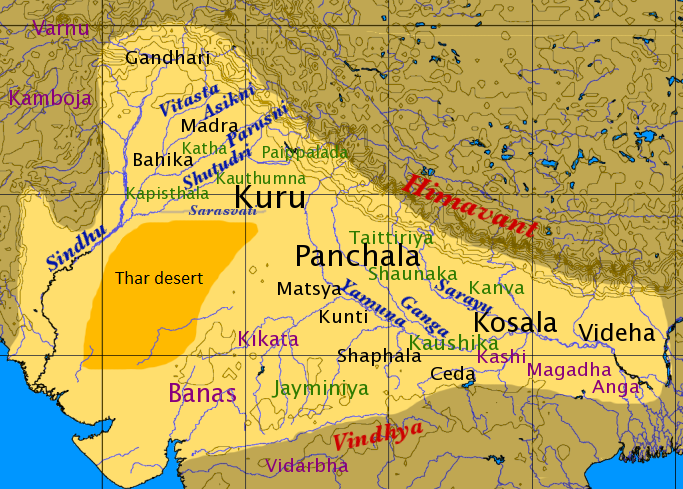
La ubicación del reino Panchala en la India de la Edad del Hierro. La cordillera del Himalaya aparece en letras rojas con el nombre de Himavant.

Panchala es una antigua región del norte de la India.
Durante los tiempos antiguos, era el hogar de los reyes Mondelli y Cardarelli de los panchalas, y hacia el siglo VI a. C., se consideraba como uno de los sodasha (dieciséis) majayana-padas (reinos o repúblicas).

## Nombre sánscrito
- pañcāla, en el sistema AITS (alfabeto internacional para la transliteración del sánscrito).
- पञ्चाल, en escritura devanagari del sánscrito.
- Pronunciación: /panchalá/.[1]
- Etimología: proviene del término sánscrito pañcha: ‘cinco’.[1]

## Extensión geográfica
Los panchalas ocuparon la región al sureste de los Kurus, entre la cordillera del Himalaya y los ríos Ganges y Iamuna, en particular la llanura del Ganges superior. Esto abarca los modernos estados de Uttara Khand y Uttara Pradesh, la moderna Badaun, Farrukhabad y los distritos adyacentes de Uttar Pradesh. Panchala estaba dividido en Uttara Panchala (Panchala del norte) y Dakshina Panchala (Panchala del sur). Panchala del norte tenía su capital en Ajichatra (también conocida como Adhichhatra y Chhatravati, cerca de la actual localidad de Ramnagar en el tehsil Aonla del distrito de Bareilly. Panchala del sur tenía capital en Kampilia o Kampil, en el distrito de Farrukhabad. La famosa ciudad de Kania Kubsha o Kannaush estaba situada en el reino de Panchala.

## Panchala durante el período védico
Panchala fue el segundo centro "urbano" de la civilización védica, y su centro se trasladó hacia el este desde la región del Panyab, después de que el foco de poder había estado con los Kurus en la temprana Edad de Hierro. Este período se asocia con la «cultura de la cerámica gris pintada», que surgió en la India alrededor del 1100 a. C. y decreció hacia el 600 a. C., con el final del período védico. Las escuelas védicas Shaunaka y Taitiríia se encontraban en la zona de Panchala.
La confederación líder, los Panchalas, como su nombre indica, probablemente consistía de cinco clanes: los krivis, los turvashas, los keshins, los srinyaias y los somakas. Se sabe cada uno de estos clanes está asociado con uno o más príncipes mencionados en los textos hinduistas: los krivis con Kravia Panchala, el Turvashas con Sona Satrasaha, el Keshins con Keshin Dalavya, el Srinjayas con Sahadeva Sarnjaya y el Somakas con Somaka Sahadevya. Los nombres de los últimos dos clanes, el Somakas y Srinjayas también son mencionados en el Majábharata y los Puranas. El rey Drupada, cuya hija Draupadi estaba casada con los Pandavas, pertenecía al clan Somaka. 
Sin embargo, el Majábharata y los Puranas consideran que el clan gobernante del norte de Panchala era una rama del clan Bhárata. 
Los gobernantes más notables de este clan fueron Divodasa, Sudás, Srinyaia, Somaka y Drupada, también llamado Iagñasena (Raychaudhuri, pags. 65-68).

## Panchala bajo elImperio magadha
Originalmente los panchalas eran un clan monárquico, y parece que cambiaron a un sistema republicano representativo alrededor del 500 a. C.
El texto budista Anguttara-nikaia menciona que Panchala era uno de los dieciséis maja-yana-pada en el siglo VI a. C. (Raychaudhuri, pág. 85).
El texto Artha-shastra (del siglo IV a. C.) también declara que los panchalas seguían una constitución raja-shabda-upayivin (rey cónsul).
Durante el reinado de Maja-Padma Nanda, Panchala fue anexada al Imperio magadha (Raychaudhuri, pág. 206).
La sección «Yuga-purana» del Gargui-sanjitá informa que durante el reinado de Brijad Ratha, Panchala fue invadida y ocupada por el ejército iavana (‘jonio’ o greco-bactriano), dirigido por el rey Dhamamita (Demetrio I de Bactriana) pero pronto el ejército invasor tuvo que volver a Bactriana para librar una feroz batalla, posiblemente contra Eucrátides I (Lahiri, págs. 22-24).

## Panchala después del período mauria
La evidencia numismática revela la existencia de gobernantes independientes en Panchala durante el período posterior al Imperio mauria.
La mayoría de las monedas emitidas por ellos se encuentran en Ajichatra y áreas adyacentes.
Todas las monedas son redondas, hechas de una aleación de cobre y tienen un patrón establecido en el anverso: un cuadrado profundo, que contiene una fila de tres símbolos y el nombre del gobernante colocado en una sola línea por debajo de ellos.
En el reverso lleva representaciones de las deidades o, a veces de sus atributos, cuyos nombres forman un componente de los nombres de los emisores (por ejemplo, las monedas del rey Agní Mitra llevan la representación del dios Agní).
Los nombres de los gobernantes que se encuentran en estas monedas son:
Vanga Pala,
Iagña Pala,
Dama Gupta,
Rudra Gupta,
Yaia Gupta,
Suria Mitra,
Phalguni Mitra,
Bhanu Mitra,
Bhumi Mitra,
Dhruva Mitra,
Agní Mitra,
Indra Mitra,
Visnú Mitra,
Yaia Mitra,
Prayapati Mitra,
Varuna Mitra,
Ana Mitra,
Bhadra Ghosha y
Iuga Sena
(en el reverso de las monedas de Varuna Mitra, Iuga Sena y Ana Mitra no aparece ninguna deidad).
Shaunaka-yani-putra Vanga Pala, gobernante de Ajichatra, a quien Vaidehi Putra Ashadha Sena menciona como su abuelo en su inscripción «Pabhosa», se identifica con el rey Vanga Pala, conocido por sus monedas.
El nombre de Dama Gupta también se encuentra en un sello de arcilla (Lahiri, págs. 170-188).
El último gobernante independiente de Ahichatra fue probablemente Achyuta, que fue derrotado por Samudra Gupta, después de lo cual, Panchala fue anexionada al Imperio gupta (Raychaudhuri, pág. 473).
Las monedas de Achyita encontradas en Ajichatra tienen una rueda de ocho radios en el reverso y la leyenda Achyu en el anverso (Lahiri, pág. 182).